# Entisar Elsaeed
Entisar Elsaeed (o Entessar El-Saeed) es una activista egipcia por los derechos de las mujeres  y es la fundadora y directora del Cairo Foundation for Development and Law (en castellano, Fundación de El Cairo para el Desarrollo y el Derecho). Su fundación y misión se centran principalmente en frenar la mutilación genital femenina, ayudar a las víctimas de abuso doméstico, y brindar educación sexual.

## Biografía
Con la llegada de la pandemia de la COVID-19, Elsaeed y su fundación se centraron en el aumento del abuso doméstico infringido a muchas mujeres. Con los cierres que obligan a los hombres a estar fuera del trabajo y a pasar más horas al día en las casas, estaba previsto que aumentaría el índice de abuso doméstico. Además, la educación sexual sufrió durante la pandemia, lo que provocó una creciente incapacidad para acceder a información sexual segura. Finalmente, se observó que la responsabilidad de mantener a los miembros familiares seguros y socialmente distanciados recae con más frecuencia en la madre del hogar. Como resultado, la fundación de Elsaeed  aumentó su producción de material educativo sobre estos tres temas, lo que les permitió continuar ayudando a las mujeres sin dejar de seguir los protocolos seguros contra la COVID.
Elsaeed se pronunció en contra de la mutilación genital femenina en Egipto, que tiene el mayor número de mujeres que se sometieron la mutilación genital de cualquier país. Aprobó las medidas dadas por el gobierno egipcio para imponer sentencias más severas para los condenados de perpetrar mutilación genital femenina, pero se pronunció sobre el afianzamiento cultural de la mutilación genital femenina en la sociedad egipcia. Elsaeed citó preocupaciones de que las leyes no se harían cumplir y las condenas serían pocas y espaciadas.
Además, Elsaeed apoyó la libertad de expresión de las mujeres que fueron encarceladas por "incitar al libertinaje" por publicar videos en TikTok, una aplicación popular de redes sociales para compartir videos. Elsaeed criticó la incapacidad de muchos en Egipto para adaptarse a los nuevos cambios culturales que se desarrollaron por causa de las redes sociales.